# Tempelberg

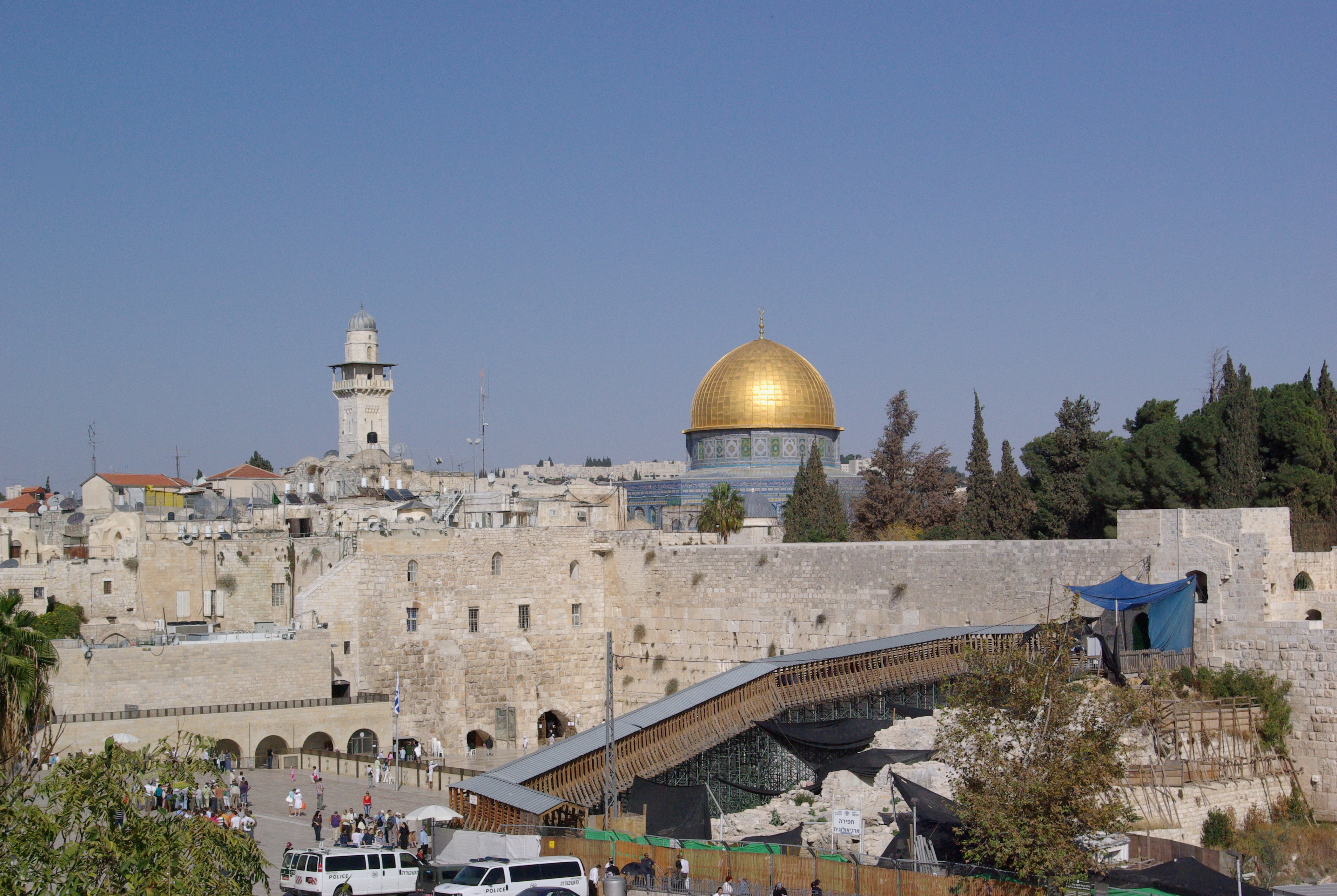
De Rotskoepel en de Westmuur

De Tempelberg, Haram al-Sharif voor moslims, Har ha-Bayit voor joden, en ook wel aangeduid als de berg Moria, is een heuvel in Oost-Jeruzalem, gelegen in het oostelijk deel van de Oude Stad van Jeruzalem.
Voor de drie monotheïstische Abrahamitische religies, het jodendom, het christendom en de islam is deze plek van religieus belang:
- Voor joden omdat hier (tot 70 na Chr.) de tempel stond, gesymboliseerd door de Klaagmuur, een overblijfsel van de door Herodes de Grote in de 1ste eeuw na Chr. gebouwde ommuring van het plein erboven.
- Voor christenen is de Oude Stad Jeruzalem met de Heilig Grafkerk (4e eeuw) van betekenis omdat Jezus hier ter dood veroordeeld werd; tijdens zijn leven bezocht hij meermalen de tempel. De weg die Christus heeft gevolgd op weg naar de kruisigingsplaats Golgotha, de Via Dolorosa (Weg der Smarten), loopt van de Heilig Grafkerk langs de Tempelberg naar Golgotha.
- Voor moslims omdat hier de Al-Aqsamoskee (begin 8e eeuw) en andere islamitische bouwwerken staan, zoals de Rotskoepel (einde 7e eeuw) vanwaar Mohammed opsteeg naar de hemel zoals in Soera De Nachtreis van de Koran staat beschreven. Er bevinden zich nog andere islamitische bouwwerken, waaronder de Kettingkoepel.

De bovenzijde van de berg is onder Herodes I de Grote vlak gemaakt en vormt een plein met een oppervlakte van ongeveer 15 hectare.
De Westmuur (ook wel Klaagmuur genoemd) is een gedeelte van de muur, die het plateau omringt onder het niveau van het plein waarop de Rotskoepel en de Al-Aqsamoskee staan en vormt mede het fundament daarvan. Vanaf het plein bij de Westmuur, waar tot de Zesdaagse Oorlog van 1967 de Marokkaanse wijk lag, loopt nu de houten Mughrabibrug omhoog, vanwaar men via de Mughrabipoort toegang heeft tot het plein erboven. Voor niet-moslims is dit de enige manier om de Haram al-Sharif te bereiken. Deze muur is de westelijke muur van de tweede Joodse tempel die op de Tempelberg heeft gestaan.
De Haram al-Sharif wordt beheerd door een islamitische waqf, een religieuze stichting.

## Werelderfgoed
Op voorstel van Jordanië is in 1981 de 'Oude Stad van Jeruzalem en zijn muren' door UNESCO op de Werelderfgoedlijst gezet. Vanwege de vele conflicten tussen joden en moslims en de inmenging van de politiek daarbij kwam dit werelderfgoed in 1982 echter op de Lijst van bedreigd werelderfgoed.

## Plaats en betekenis voor de drie abrahamitische religies
De oude stad Jeruzalem neemt binnen de drie Abrahamitische religies een bijzondere plek in. Volgens ieders eigen traditie wordt aan vele plaatsen in die stad een religieuze betekenis toegekend. De Tempelberg, de heuvel in de Oude Stad, speelt daarin een belangrijke rol vanwege de belangen die daaruit voortvloeien. Mede door grote politieke belangen is met name deze heuvel, door de eeuwen heen een plek van spanningen en strijd, die vele slachtoffers heeft gekost.

### Jodendom

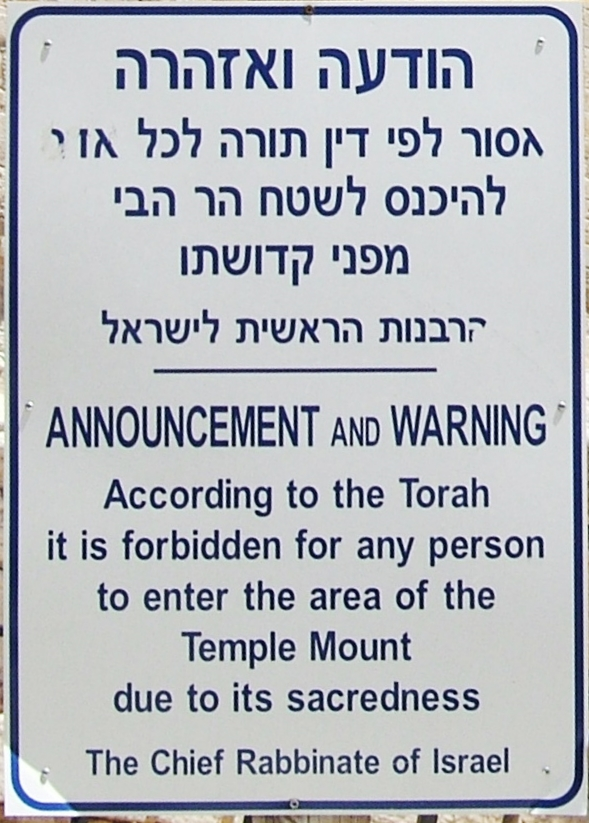
Bord bij de ingang van de Tempelberg (aangemaakt januari 2007)

Voor veel joden is de Tempelberg de heiligste plek. De naam verwijst naar de plaats waarop de Joodse tempel werd gebouwd. In de Hebreeuwse Bijbel wordt verteld dat Salomo een Tempel van Salomo bouwde. Hij zou dit gedaan hebben op de plaats die koning David kocht van een Jebusiet, om er een altaar op te richten. In een verwijzing werd de berg Moria genoemd, volgens de Hebreeuwse Bijbel de plek waar ook Abraham zijn zoon Isaak moest offeren. Er dichtbij ligt de berg Zion, waar volgens de joodse traditie in de Hebreeuwse Bijbel de burcht van David en Salomo gelegen zou hebben,
Na de verwoesting van de (vermeende) Tempel van Salomo in 586 v.Chr. werd een Tweede Tempel voltooid in 516 v.Chr. Deze werd in het jaar 70 vernietigd door Romeinse troepen. Aan de onderkant van de westelijke zijde onder het plateau van de Tempelberg bevindt zich het laatste (zichtbare) restant ervan, de Westmuur (ook wel Klaagmuur genoemd). Dit is voor veel joden een belangrijke plek van gebed en wordt dan ook als een soort 'synagoge' gebruikt. Een deel van de joden ijvert voor de bouw van een 'derde' joodse tempel op deze berg om de komst van de messias te versnellen.

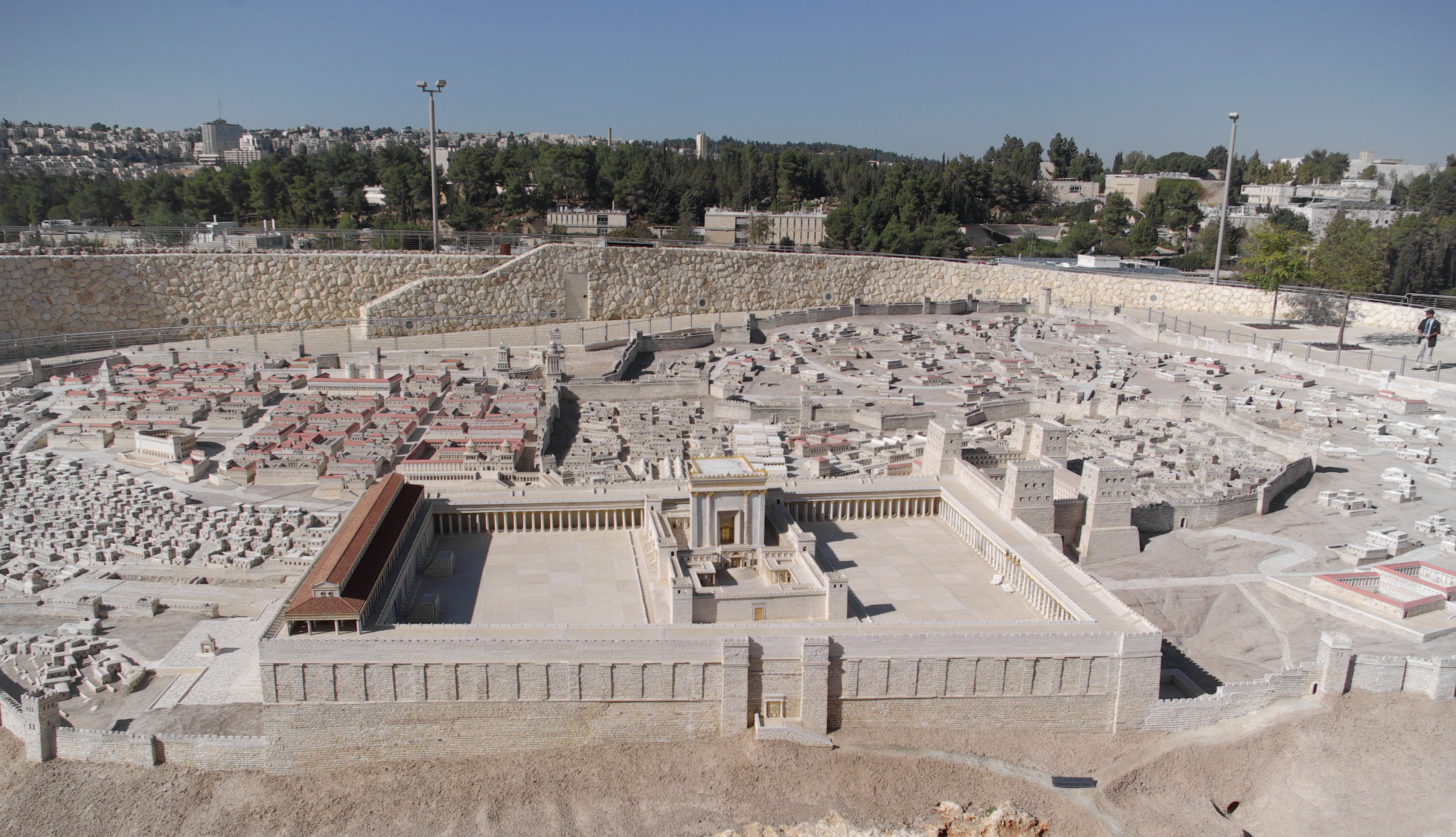
Een model van de tempel van Herodes in het Israel Museum in Jeruzalem

De oude Marokkaanse wijk in de Oude Stad van Oost-Jeruzalem werd direct na de verovering van Oost-Jeruzalem in de Zesdaagse Oorlog van 1967 door Israël gesloopt om plaats te maken voor een groot plein voor deze Westmuur.
Sommige rabbijnen  vinden dat joden niet op de Tempelberg mogen komen, omdat dan het risico bestaat dat men op de plek komt waar eens het Allerheiligste was. Alleen de hogepriester mocht daar slechts één keer per jaar komen om het zoenoffer te brengen. Zij stellen ook dat het voor iedereen die onrein is strikt verboden is de Tempelberg te betreden vanwege contact met doden. Vrijwel alle joden zouden vandaag onder deze categorie vallen, omdat men gereinigd kan worden door een speciale ceremonie waarbij de as van een rode koe gebruikt wordt. Deze rode koe is echter uitgestorven, en dus zou het voor joden onmogelijk zijn de Tempelberg te betreden totdat de joodse messias komt. Andere rabbijnen zien geen religieuze bezwaren, integendeel, ze vinden dat joden recht hebben op toegang tot de Tempelberg.

### Christendom
Voor christenen is de stad Jeruzalem van grote betekenis omdat Jezus daar gekruisigd werd, gestorven en verrezen is. Plekken als de Olijfberg en Golgotha en de diverse kerken, waaronder de Heilig Grafkerk die door keizer Constantijn de Grote is gebouwd, zijn veelbezochte plaatsen die voor christenen herinneren aan Jezus' leven.
Volgens de evangelië bezocht Jezus als jood de tempel vaak. Hij werd er besneden als baby, bezocht de tempel als twaalfjarige en preekte er vaak. In die zin is de Tempelberg een van de vele plaatsen die christenen herinnert aan Jezus' actieve leven. Er dichtbij ligt Golgotha, de plek waar Jezus is gekruisigd, en de Olijfberg, vanwaar Jezus naar de hemel zou zijn opgevaren.
Voor sommige evangelisch-protestantse groeperingen heeft de Tempelberg alleen betekenis in de context van de wederkomst van Christus als de messias.

### Islam

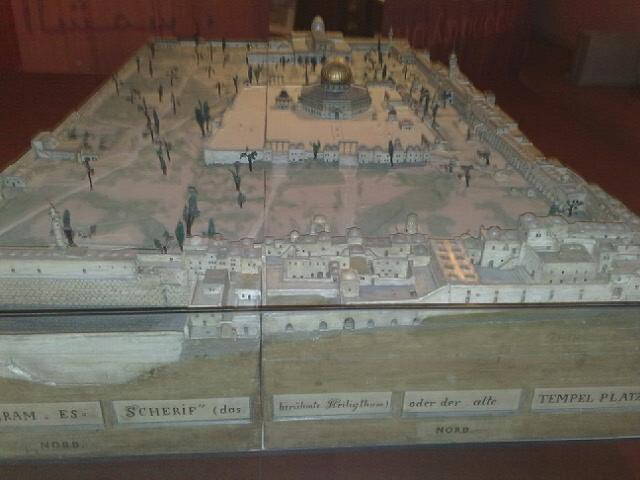
Een model van de Haram-al-Sharif gemaakt in 1879 door Conrad Schlick. Het model is te zien in het Catharijneconvent te Utrecht.

Voor moslims zijn de Rotskoepel, vanwaar de profeet Mohammed een hemelreis zou hebben gemaakt, en de Al-Aqsamoskee op de Haram al-Sharif de belangrijkste islamitische heiligdommen. Hier vertrok volgens de islamitische overlevering de profeet Mohammed op het dier Buraq voor zijn nachtelijke hemelreis. Daarnaast staan er meerdere bouwsels die van betekenis zijn voor het islamitisch geloof. Sinds het begin van Mohammeds prediking gaf de Tempelberg ook de gebedsrichting voor moslims aan. Na Mekka en Medina is dit de heiligste plek van de islam. De Arabische naam van Jeruzalem, Al-Quds, betekent "Het Heiligdom".
In de Koran staat dat Ibrahim zijn zoon moest offeren op de berg Moria. Moslims gaan ervan uit dat dit zijn zoon Ismaël was.

## Geschiedenis
Men denkt dat de heuvel vanaf het jaar 4000 voor Christus bewoond was. De zuidelijke helft was vanaf ongeveer 1850 v.Chr. ommuurd door de Kanaänieten die een nederzetting bouwden met de naam Jebus. Volgens de Hebreeuwse Bijbel veroverde koning David deze stad, wat volgens de Bijbelse chronologie rond 1000 v.Chr. zou zijn gebeurd. De tempel die Salomo er vervolgens zou hebben gebouwd, zou in 586 v.Chr. door Nebukadnezar II vernietigd zijn.
De bouw van een Tweede Tempel begon in 538 v.Chr., tijdens de regeerperiode van Cyrus, en werd in 516 v.Chr. voltooid. In de Rond 19 v.Chr. restaureerde Herodes de Grote de tempel en breidde de heuvel uit. Aan het werk namen tienduizend arbeiders deel en het oppervlak van de berg verdubbelde naar 15 hectare. Herodes maakte de berg groter door rotsen in het noorden weg te hakken en de grond in het zuiden op gelijke hoogte te brengen. Op de noordwestelijke hoek van de berg bouwde hij de burcht Antonia en in het noordoosten een waterreservoir. Als gevolg van de Eerste Joodse oorlog in het jaar 70 werden de burcht Antonia en de tempel vernietigd door de Romeinen onder leiding van (de latere keizer) Titus.
Tijdens het Romeinse Rijk werd in het jaar 130 op de puinhopen van Jeruzalem de stad Aelia Capitolina gebouwd door keizer Hadrianus. Deze stad was gewijd aan de god Jupiter Capitolinus voor wie een tempel werd gebouwd op de plek van de vroegere tempel. De berg werd bezet door een Romeinse legerafdeling. Op het terrein van de tempel werden twee beelden van Romeinse goden geplaatst. Ook kon men er varkens offeren. Op een gegeven moment werd het besnijden van mannen verboden. Al deze ontwikkelingen leidden tot de Tweede joodse opstand onder leiding van Bar Kochba. Nadat die was mislukt, werd het joden op straffe van de dood verboden om de stad te betreden.
Rond 325 bouwde Helena, de moeder van Constantijn, een kleine kerk op de berg. Ze noemde die de kerk van Sint-Cyrus en Sint-Johannes. Later, nadat de kerk was uitgebreid, kreeg deze de naam kerk van de Heilige Wijsheid. Helena gaf de opdracht om een op het westelijke deel van de berg gelegen tempel van Venus te slopen en er een nieuwe kerk te bouwen.
In 363 arriveerde keizer Julianus Apostata, op weg naar Perzië, in Jeruzalem. Deze keizer moest niets hebben van het christelijk geloof en stimuleerde daarom de groei van andere religies. Hij gaf de opdracht de vorige tempel te laten herbouwen, maar dit vond geen doorgang. De meest waarschijnlijke oorzaak daarvoor is de Galileïse aardbeving in het jaar 363.
De Byzantijnse christenen wilden niet bouwen op de berg, wat mogelijk te maken heeft met een uitspraak van Jezus dat 'geen enkele steen op de andere zal blijven' (Mattheüs 24:2). De Byzantijnen gebruikten de berg ook als vuilnisbelt.
In 610 veroverden de Sassaniden Jeruzalem. Deze Parthen gaven joden de controle over de stad, die weer overgingen tot het brengen van dieroffers. Kort voor de Byzantijnen het gebied heroverden, droegen de Sassaniden de stad over aan de christelijke bevolking.
In 630 veroverde de kalief Omar ibn al-Chattab de stad, waarna moslims zeggenschap over de stad kregen. Hij gaf de opdracht om een houten moskee te bouwen op de zuidoostelijke hoek van de berg. Ruim vijftig jaar later, in 681, werd de Rotskoepel gebouwd door Abd al-Malik, die pas in 1920 bedekt werd met goud. In 691 werd de Kettingkoepel ernaast gebouwd.
In 715 verving kalief al-Walid I de houten moskee van Omar ibn al-Chattab|Omar en werd de al-Aqsamoskee (Nederlands: De verste moskee) gebouwd. Al-Walid bouwde ook enkele Omajjadische paleizen in Jeruzalem. Deze paleizen lagen aan de voet van de berg en zijn in recente opgravingen ontdekt.
De islamitische term Haram al-Sharif (Nederlands: Het edele heiligdom) refereert aan het hele gebied rondom de Rotskoepel en kwam in gebruik in de periode van de Mammelukken en de Ottomanen. De moskee en de Rotskoepel zijn verschillende keren beschadigd of vernield tijdens aardbevingen. De huidige versies stammen uit de eerste helft van de 11e eeuw. Moslims beschouwen Jeruzalem als hun meest heilige stad na Mekka en Medina.
Na het succesvolle verloop van de Eerste Kruistocht en de verovering van Jeruzalem in 1099 werd de Rotskoepel tot christelijke kerk gewijd. Koning Boudewijn II van Jeruzalem kreeg een paleis op de berg en stelde dat deels ter beschikking aan de Orde van de Tempeliers, die zich daar vestigden. De Tempeliers breidden het gebied uit en zetten er nieuwe gebouwen op. Ze verbouwden de al-Aqsamoskee tot hun verblijfplaats en noemden deze de Salomonstempel. Nadat moslimleider Saladin in 1187 Jeruzalem heroverde, liet hij elk spoor van de aanwezigheid van de Tempeliers verwijderen.
In 1867 deed een team van het Britse leger, onder leiding van Charles Warren archeologisch onderzoek op de berg. Daarbij werd een serie tunnels onder Jeruzalem en onder de berg ontdekt, sommige daarvan direct onder het voormalige hoofdkwartier (de al-Aqsamoskee) van de Orde van de Tempeliers. Sommige van de tunnels werden ook door hen gebruikt, maar het is onduidelijk wie ze gegraven heeft. Enkele van de tunnels die door Warren uitgegraven werden, stammen uit een eerdere periode. Andere zijn duidelijk gebruikt voor de opvang van water, omdat ze naar een aantal reservoirs leidden.

### Jeruzalem als 'Corpus separatum'
In 1947 stelde de Verenigde Naties een verdelingsplan voor het tot dan onder Brits mandaat vallende Palestina vast. Dat plan voorzag in de opsplitsing van Mandaatgebied Palestina in een Joods deel en een Arabisch deel. Jeruzalem zou volgens dit Verdelingsplan een corpus separatum een aparte status onder Speciaal Internationaal Bestuur van de VN worden. De Arabische leiders en Arabische buurlanden verwierpen het voor hen ongunstige plan. De toenmalige Joodse leiders aanvaardden het plan en riepen eenzijdig een staat uit: Israël. Daarop ontbrandde de Arabisch-Israëlische Oorlog van 1948, waarbij Israël West-Jeruzalem veroverde en Transjordanië de Westelijke Jordaanoever met Oost-Jeruzalem, waaronder de Oude Stad met de Tempelberg. Hierna werd een wapenstilstand overeengekomen met de Groene Lijn als grens.

## Onder bezetting van Israël
In 1967 veroverde en bezette Israël tijdens de oorlog van 5 t/m 10 juni de hele Westelijke Jordaanoever en Oost-Jeruzalem.
Teddy Kollek, destijds burgemeester van West-Jeruzalem, schreef in zijn autobiografie dat, in de nacht van zaterdag 10 juni 1967, de Israëlische autoriteiten de meer dan 100 families die in de Marokkaanse wijk Harat al-Maghariba (Mughrabi Quarter) van de Oude Stad (Jeruzalem) woonden, informeerden dat ze drie uur de tijd hadden om hun huizen te verlaten. Op maandag 12 juni werd de wijk door Israël volledig verwoest, waarna op die plaats een groot plein werd aangelegd voor de Westmuur. Hierbij werd ook een oude moskee verwoest. Het nog overgebleven deel van de wijk werd bij de Joodse wijk gevoegd.
Shlomo Goren, de hoogste rabbijn van het Israëlische leger, leidde vervolgens religieuze vieringen op de Tempelberg en bij de westelijke muur. Ook kondigde hij een religieuze feestdag aan, de Yom Yerushalayim (vertaald: Jeruzalem Dag). In de eerste dagen na deze oorlog bezochten 200.000 Israëliërs de Tempelberg.
Israël heeft in 1980 met de Jeruzalemwet de Oude Stad met de Tempelberg en andere Palestijnse wijken van Oost-Jeruzalem geannexeerd. Het beheer van de Haram al-Sharif bleef echter bij de Jordaanse islamitische waqf, een religieuze stichting. In 1988 erkende Israël de bevoegdheid van koning Hoessein van Jordanië om het toezicht op de heiligdommen op de Tempelberg te behouden. Tussen 1967 en 2000 bestond er een status quo en waren er geen beperkingen waren voor wie de Tempelberg wilde bezoeken, behalve dat men er niet mocht bidden en tijdens de islamitische gebedstijden eerbaar gekleed ging. Nadien is de toegang tot de Tempelberg door Israël steeds verder beperkt, zowel voor moslims als voor joden. Voor moslims hield dat in dat de toegang tot de Al Aqsa moskee voor hen minder toegankelijk werd.

### Politieke en archeologische activiteiten
Van het plein bij de Westmuur liep een 75 meter lang voetpad naar de Mughrabipoort van de Haram al-Sharif. Dit pad was het enige wat overgebleven was van de na de oorlog van 1967 door Israël verwoeste Marokkaanse wijk (Mughrabi). Begin jaren '70 bouwde Israël aan de noord- en zuidzijde van dit omhooglopende pad muren met een bedekking erboven, wat sindsdien de hoofdtoegang tot de Haram al-Sharif was voor bezoekers en de Israëlische politie.
In september 1996 leidde de opening van een vijfhonderd meter lange tunnel, een archeologisch bouwwerk dat als tweede toegang voor toeristen moest dienen, tot onrust tussen Palestijnen en de Israëlische autoriteiten. Bij de rellen die losbraken kwamen tachtig mensen om het leven: 65 Palestijnen en 15 Israëli's. De bijna 500 meter lange tunnel gaf toegang tot een labyrint van oude onderaardse ruimtes zoals het watersysteem van de Hasmoneeën dat in de tweede eeuw v.Chr. was uitgehakt en een straat uit de tijd van Herodes I de Grote. De Palestijnse leiders waren bang dat de tunnel onder de al-Aqsamoskee zou doorlopen, waardoor de fundamenten van de moskee zouden worden aangetast.
Op 28 september 2000 bracht Ariël Sharon tijdens zijn verkiezingscampagne, omringd door zo'n duizend veiligheidsagenten, een bezoek aan de Tempelberg. Dit bezoek vond plaats terwijl Israëlische en Palestijnse delegaties in Washington probeerden een oplossing te vinden voor de problemen rond de Tempelberg. Palestijnse leiders op de Westelijke Jordaanoever hadden gewaarschuwd dat het bezoek zou kunnen leiden tot grootschalig geweld. En dat gebeurde ook. Deze botsingen op de Tempelberg, waarbij vier Palestijnen de dood vonden, waren de ergste sinds Israël in 1996 de tunnel onder het complex opende en leidden tot de Tweede Intifada. 
Naar aanleiding daarvan nam de Veiligheidsraad Resolutie 1322 Veiligheidsraad Verenigde Naties resolutie 1322 aan, waarin opgeroepen werd om het excessief gebruik van geweld tegen Palestijnen te stoppen, nieuwe provocaties te vermijden en de heilige plaatsen in Jeruzalem te respecteren.
Sinds 2004 is de Mugrabipoort gesloten voor moslims en staat zij volledig onder controle van de Israëlische autoriteiten. De andere poorten zijn toegankelijk voor moslimgelovigen en staan onder controle van de waqf, maar de toegang ervan wordt geregeld door de Israëlische politie. Alleen Joodse gelovigen hadden via het voetpad toegang tot de hoofdingang van de Haram al-Sharif waarbij zij werden begeleid door de Israëlische politie.
In 2004 stortte de noordelijke muur van het pad in, waarna in 2005 een houten brug werd gebouwd om toegang te verschaffen tot de Mughrabipoort. Vanaf die tijd startten de archeologische plannen en het ontwerp van een nieuwe loopbrug.

#### UNESCO-werelderfgoed
In januari 2007 keurde premier Ehud Olmert archeologische opgravingen goed. Hierover had hij niet gecommuniceerd met het Werelderfgoedcentrum van UNESCO, dat zeer bezorgd was over de situatie en Olmert op 6 februari 2007 met een brief wees op het Besluit 30COM 7A 34 van de Werelderfgoedcommissie van juli 2006 en hem vroeg informatie te verschaffen over de bouw- en andere activiteiten rond het plein bij de Westmuur en de plannen voor de reconstructie van de toegang naar de Al Haram al-Sharif. Op diezelfde dag van 6 februari werd onder de verantwoordelijkheid van de Israëlische Antiquiteiten Autoriteit (IAA) begonnen met graafwerkzaamheden op het voetpad.
Toen dit bekend werd uitten de waqf-bestuurders onmiddellijk hun ongenoegen over de werkzaamheden, die door de archeologen als preventieve archeologie werden betiteld. Ze vreesden dat de graafwerken de laatste overblijfselen van de Marokkaanse wijk zouden vernielen en dat archeologische bewijsstukken van de periode van de Ayyubiden en de Mammelukken en andere objecten daardoor verwijderd zouden worden. Daarnaast refereerden ze ook aan de afspraken met de Israëlische autoriteiten in het kader van het vredesakkoord tussen Israël en Jordanië dat er geen werken gestart zouden worden zonder passend overleg.
De directeur van het fonds dat de islamitische bouwwerken op het terrein beheert, Adnan Husseini, uitte zijn bezorgdheid over de aanleg van de nieuwe brug, omdat deze de originele wal, die in het bezit is van het fonds, zou kunnen beschadigen. Volgens hem zouden de Israëliërs schade kunnen toebrengen aan de fundamenten van de al-Aqsamoskee. Husseini vermoedde dat Israël met de graafwerken een tunnel onder het complex wilde aanleggen. Hij eiste onmiddellijke stopzetting van de werken.
Volgens een van de archeologen lag er tussen de plek van de opgravingen en de moskee een afstand van meer dan 50 meter en konden de muren van en de gebouwen op de Tempelberg niet worden beschadigd.
Op grond van het rapport van het technisch onderzoeksteam van 12 maart 2007 voor UNESCO werden een vijftal aanbevelingen gedaan:
- De regering van Israël moet verzocht worden te voldoen aan zijn verplichtingen met betrekking tot archeologische opgravingen (besluit van juli 2006).
- De regering van Israël moet verzocht worden onmiddellijk te stoppen met andere graafwerken dan die voor de aanleg van het voetpad.
- De regering van Israël zal de bouw van het voetpad nauwkeurig moeten omschrijven en er binnen zo kort mogelijke tijd met de Werelderfgoedcommissie over moeten communiceren.
- De regering van Israël moet verzocht worden onmiddellijk een overleg te organiseren met alle betrokken partijen, in het bijzonder met de autoriteiten van de waqf, en die van Jordanië met het oog op de vredesovereenkomst van 26 oktober 1994. Er moet overeenstemming zijn over een plan voordat er verdere acties worden ondernomen.
- Een internationaal team van experts, gecoördineerd door de UNESCO, zal toezicht houden op het proces.[18]

### Provocaties, rellen vernielingen
Sinds 1998 wordt er jaarlijks door Joodse religieuze nationalisten een provocerende Jeruzalemdag -vlaggenparade gehouden door de Palestijnse wijken van de Oude Stad Jeruzalem. De parade begint bij de Damascuspoort, de toegangspoort tot de Islamitische wijk, en eindigt bij de Westmuur van de Tempelberg, waar de Marokkaanse wijk was gelegen. De mars wordt georganiseerd door extreem-rechtse groeperingen zoals Kach en Kahane Chai en Lehava, meestal geleid door een even rechtse Israëlische politicus, en onder bescherming van de Israëlische politie en militairen. Tijdens de parade worden allerlei racistische leuzen geroepen, zoals "Dood aan de Arabieren" en opgeroepen om Palestijnen te verdrijven. Deze provocaties leiden meestal tot botsingen met Palestijnen en moslims die belemmerd worden in hun toegang tot de Haram al-Sharif. Zij worden door Israëlische soldaten geweerd of tijdens ontstane rellen gearresteerd. De politici die aan de mars deelnemen, evenals de leider van de Tempelbeweging Yehuda Glick eisen demonstratief de Joodse soevereiniteit over de Haram al-Sharif op.
Eens in de paar jaar valt de Israëlische nationalistische vlaggenparade samen met de viering van Ramadan, de Islamitische vastenmaand, waarbij moslims massaal naar de Haram al-Sharif komen om te bidden. Dit leidt dan tot heftige confrontaties en ongeregeldheden.
Kort na afloop van het conflict in de Gazastrook 2014 vonden er in oktober 2014 weer hevige botsingen plaats naar aanleiding van uitspraken van Israëlische parlementsleden om de bestaande 'status quo' van de Tempelberg te veranderen. Nadat premier Benjamin Netanyahu had gemaand tot terughoudendheid betrad op zondag 2 november 2014 Knesset-lid Moshe Feiglin onder zware bewaking de Tempelberg. Na een ontmoeting van koning Abdoellah II van Jordanië met Netanyahu en John Kerry in Amman beloofde Netanyahu de status van de Tempelberg te respecteren.
Begin oktober 2015 nam Netanyahu weer strakke veiligheidsmaatregelen voor bezoek aan de Tempelberg. Gedurende het vrijdaggebed werd voor mannelijke moslims de toegang verboden. Alleen vrouwen van alle leeftijden en mannen van boven de 50 jaar worden toegelaten. Arabische en Joodse wetgevers mochten de Tempelberg ook niet bezoeken. Joden werd een bezoek voor een aantal uren toegestaan, maar zij mochten er niet bidden. Het geschil tussen Israël en de Palestijnen over de Tempelberg werd aangewakkerd door omstreden uitspraken van de Israëlische staatssecretaris voor Buitenlandse Zaken Tzipi Hotovely.
In 2016 nam de VN-organisatie UNESCO een resolutie aan waarin bepaald werd dat de al-Aqsamoskee/Haram al-Sharif een islamitisch heiligdom is. Voor Israël was dat een reden om de samenwerking met de UNESCO op te zeggen. Op 2 november bestormde de Israëlische Natuur en Park Autoriteit (INPA), beschermd door grote aantallen Israëlische militairen, de historische 1400 jaar oude islamitische Bab al-Rahmeh begraafplaats en vernielden acht graven. Deze begraafplaats, gelegen naast de oude stadsmuur van de Haram al-Sharif is eigendom van en wordt beheerd door de Waqf.
Op 13 mei 2018, een dag voordat president Donald Trump van de VS de Amerikaanse ambassade van Tel Aviv naar Jeruzalem verhuisde ontstonden er geweldsuitbarstingen tussen de Jeruzalem-Waqf en de Israëlische politie bij de ingang van de Tempelberg toen reeds vóór het middaguur 1620 joden deze bezochten: een recordaantal sinds 1967. Religieus-zionistische jongeren hielden een vlaggenparade door de moslimwijk van de Oude stad Jeruzalem. De zoon van wetgever Bezalel Smotrich(Het Joodse Huis) hees de Israëlische vlag op de Haram al-Sharif. De politie verwijderde een aantal Israëlische minderjarigen die er tegen de regels in waren gaan bidden.
Nadat Netanyahu op 3 juli 2018 het toegangsverbod had opgeheven betrad minister Uri Ariel de Tempelberg en riep daarbij op tot het openen van de Tempelberg voor Joden die daar willen bidden.
Op 22 februari 2019 werd de al-Rahma Poort (de Gouden Poort), een groot gebouw aan de oostkant van de Al-Aqsa en hoofdkwartier van het Islamitisch Erfgoed Comité (IHC), dat in 2003 door de Israëlische autoriteiten was afgesloten, door moskeegangers opengebroken. Evenals eerder die week bij eenzelfde actie werden er door Israëlische soldaten arrestaties verricht; tegelijkertijd vielen kolonisten onder begeleiding van gewapende Israëlische soldaten via de Mughrabi-poort de Haram al-Sharif binnen. Nadat hij hiertegen geprotesteerd had, werd het hoofd van de waqf op 24 februari door Israëlische soldaten gearresteerd en mocht een week lang de Tempelberg niet betreden. Jordanië had half februari de Waqf-Raad uitgebreid van 11 naar 18 leden, waaronder Palestijnse religieuze leiders en functionarissen van de Palestijnse Autoriteit.
In juni 2019 viel de Israëlische Jeruzalemdag samen met de laatste dagen van Ramadan. Er bestaat een afspraak met Israël dat er tijdens die dagen geen bezoek aan de Haram al-Sharif wordt toegestaan. De Israëlische politie had aangekondigd niet-moslims te weren. Duizenden extreemrechtse Joodse kolonisten en religieuze nationalisten hadden zich echter al vroeg in de morgen in de stad bij de Westmuur en rond het moskee-complex bij het toegangshek verzameld. De Israëlische politie besloot daarop de toegang open te stellen en betrad daarop samen met zo'n 1729 Joden de Haram al-Sharif. Er ontstonden schermutselingen tussen protesterende moslims en de politie, die rubber kogels en pepperspray gebruikte. Minstens 61 islamitische moskeegangers werden gewond.
Op 23 juli 2019 bood voormalig premier Ehud Barak excuses aan voor de dood van twaalf Arabische Israëliërs in oktober 2000, door veiligheidstroepen gedurende een golf van protesten naar aanleiding van een controversieel bezoek door toenmalig leider Ariël Sharon aan de Tempelberg.

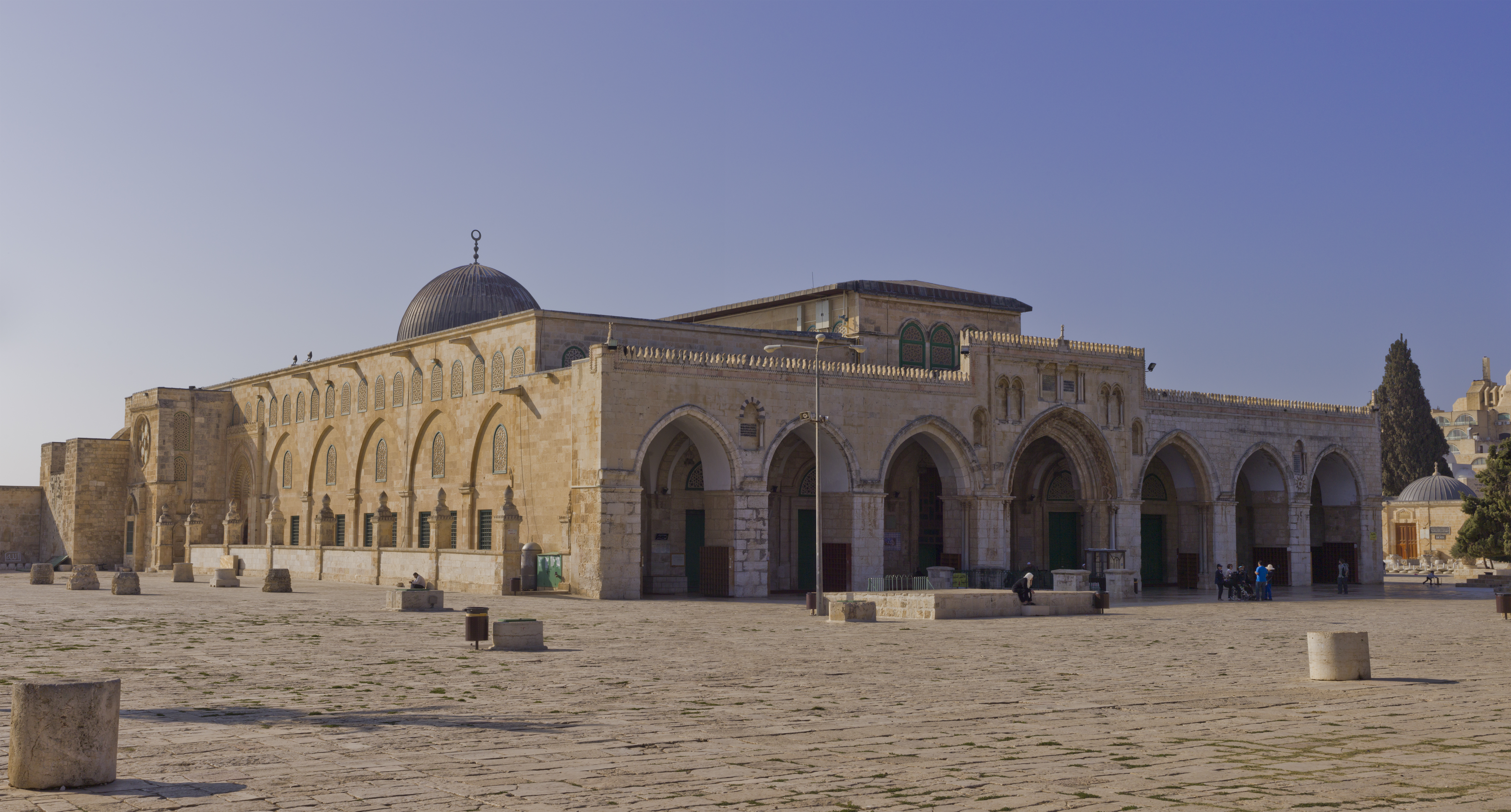
Al-Aqsamoskee
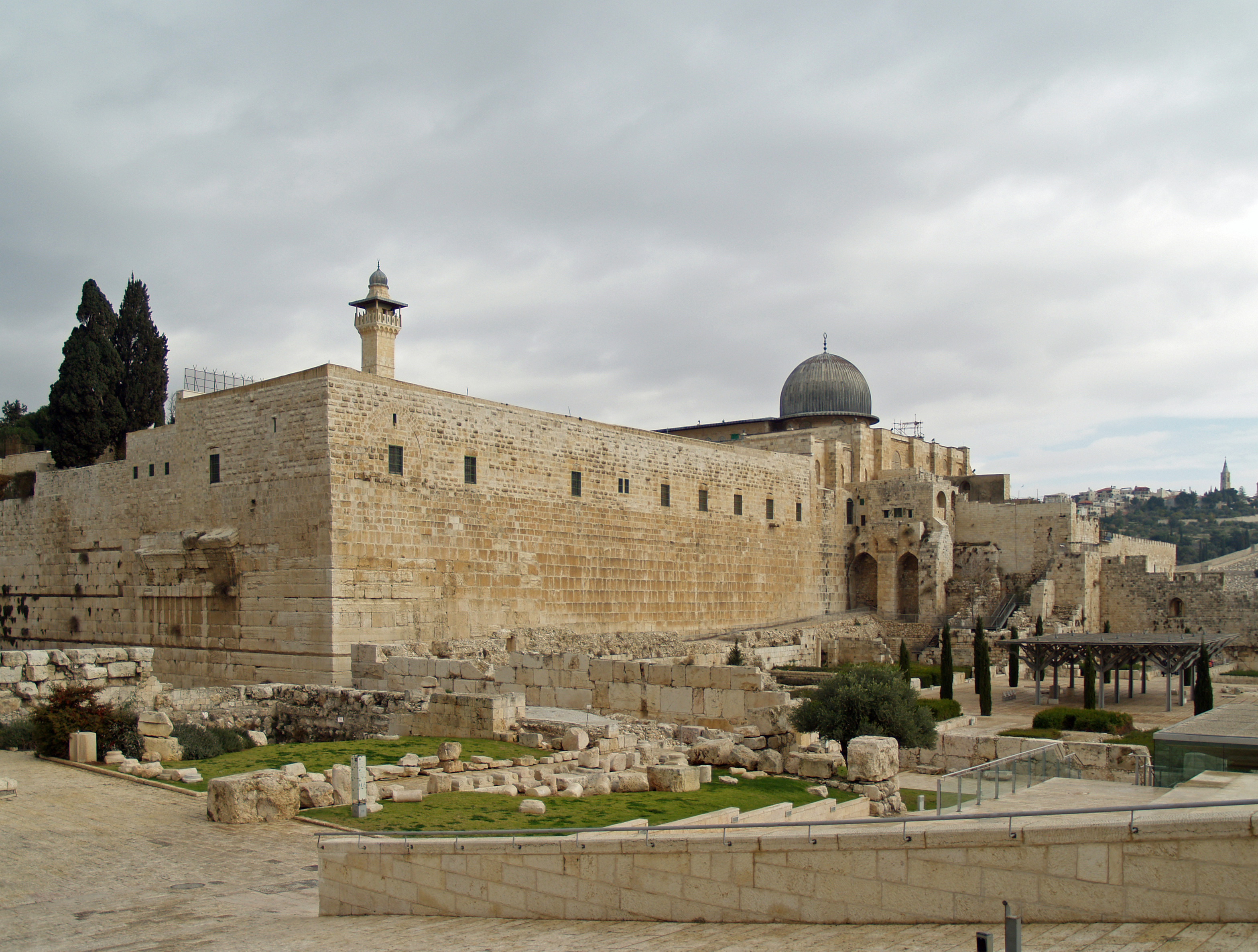
Al-Aqsamoskee langs de zuidelijke muur van Haram al-Sharif (2007)
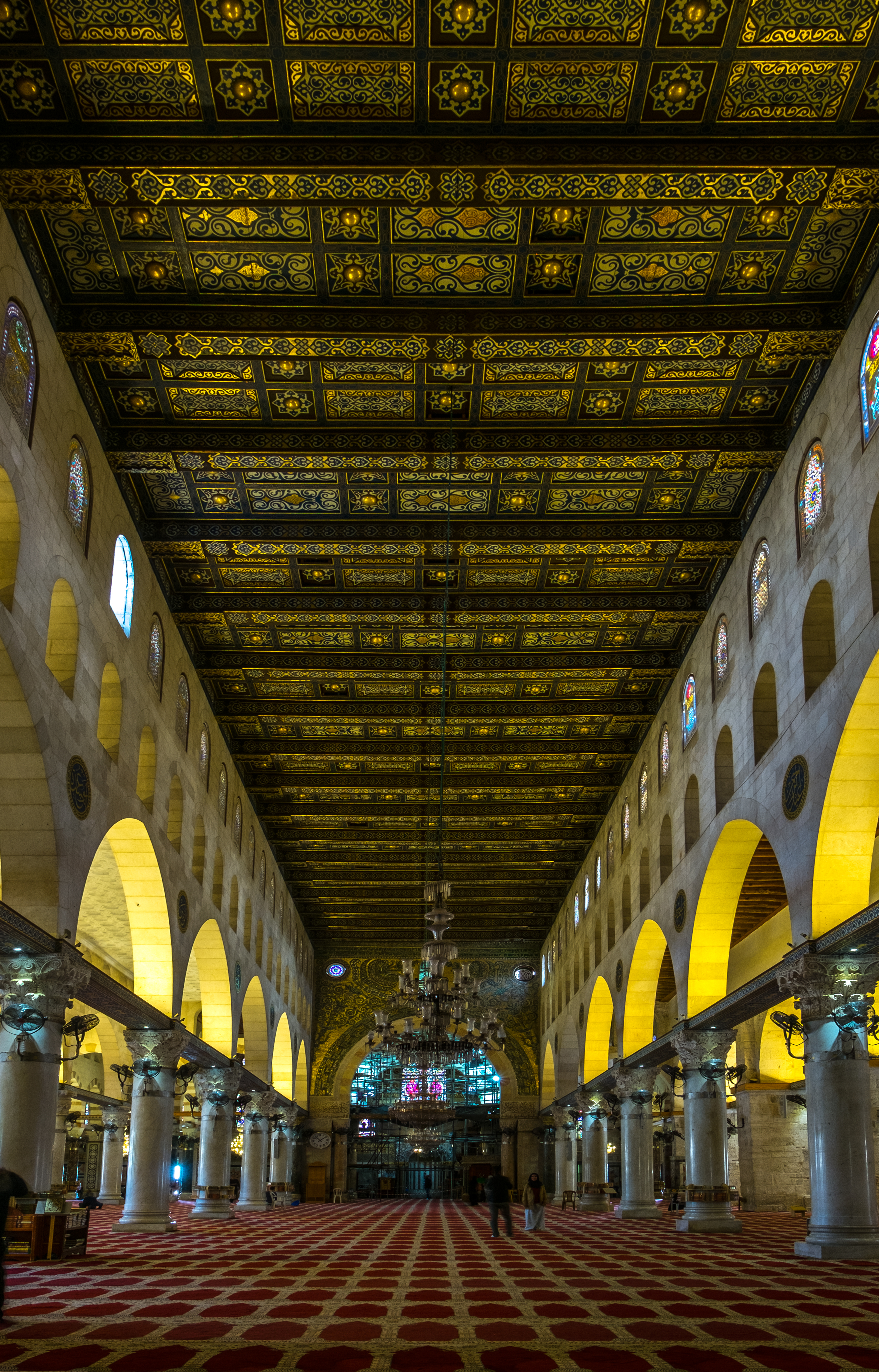
Interieur met aan weerszijden kolommen (2016)
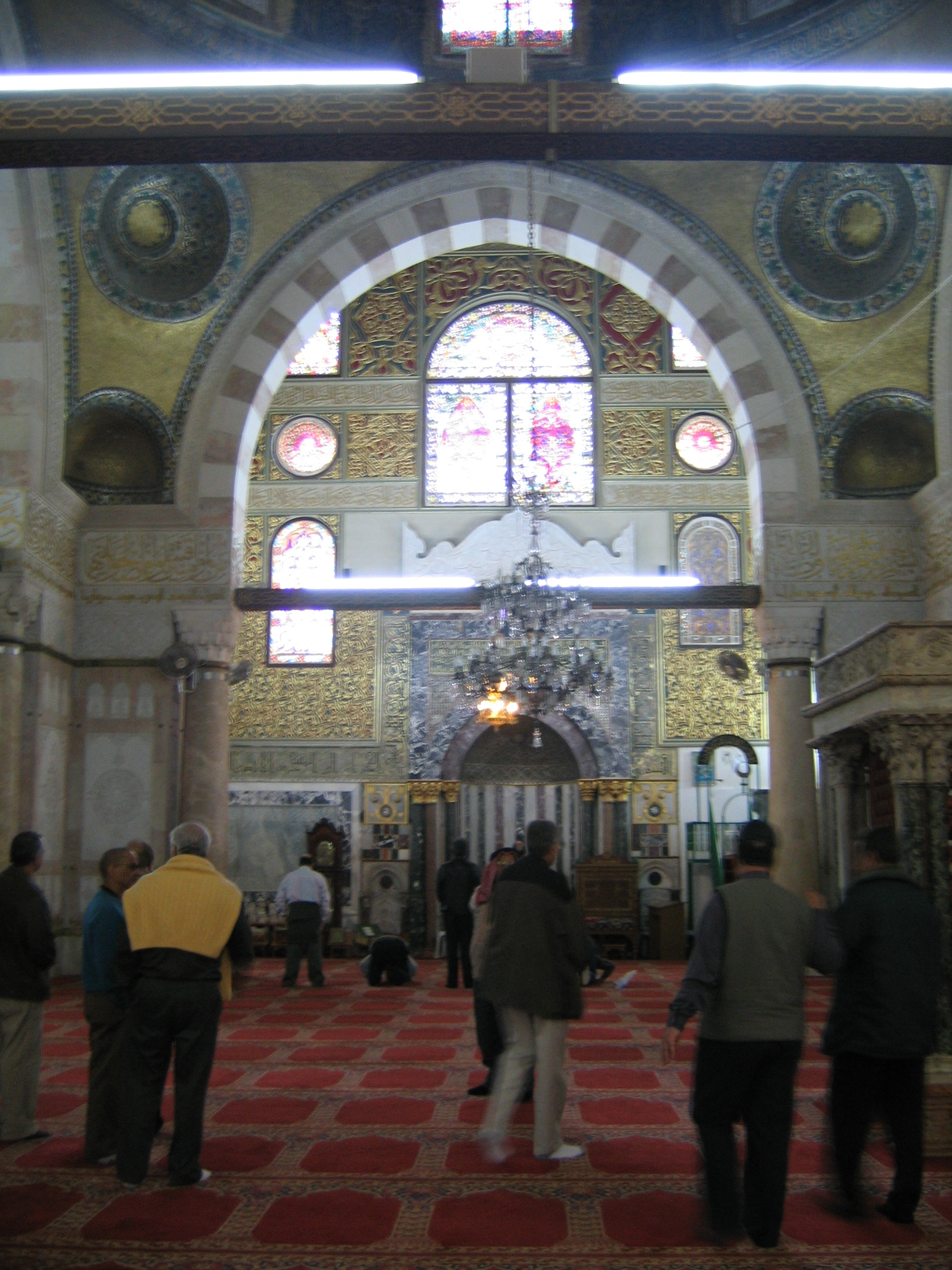
Interieur met Mihrab, de kibla (gebedsrichting) aangevend (2005)
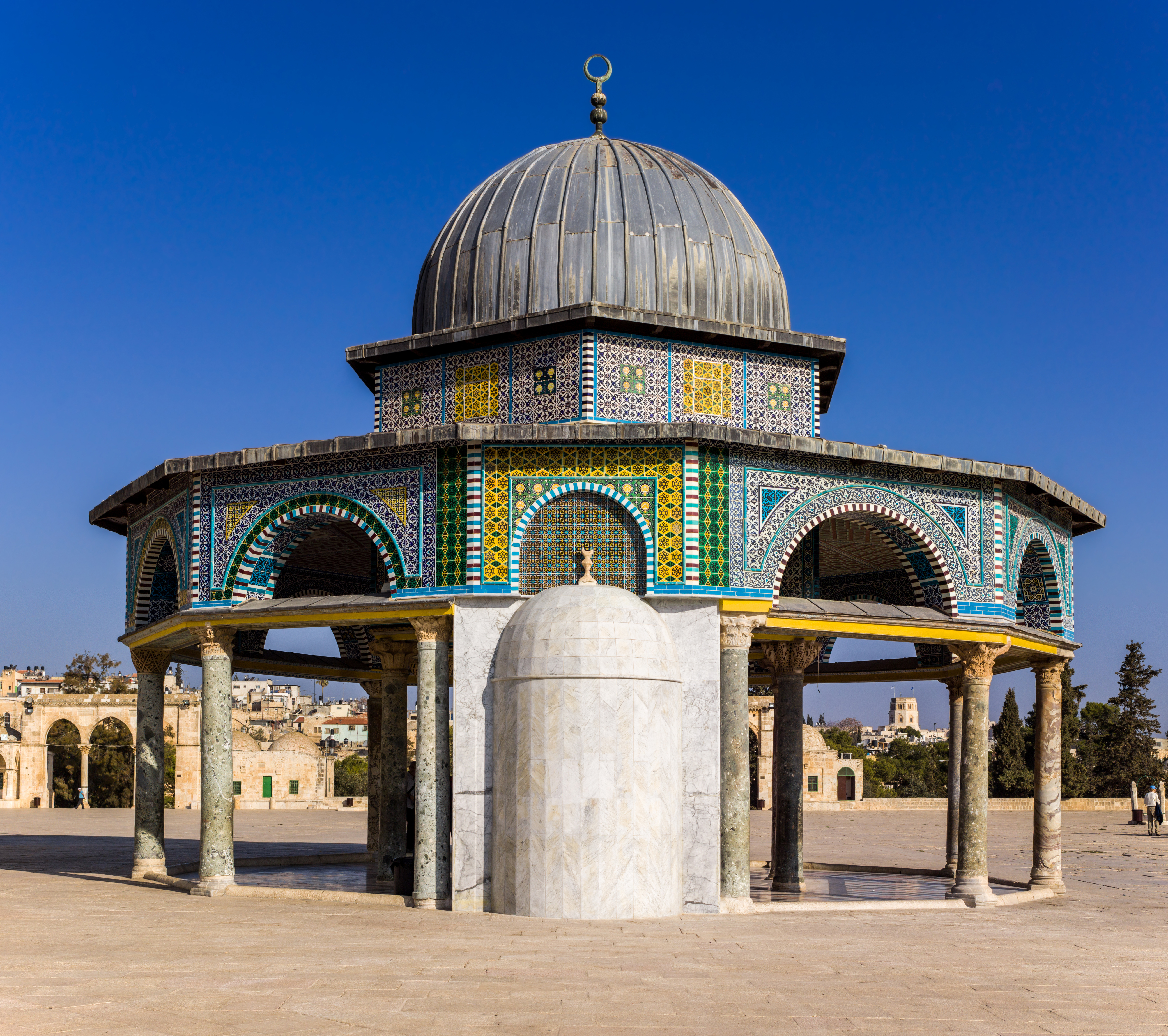
De Kettingkoepel (2013)
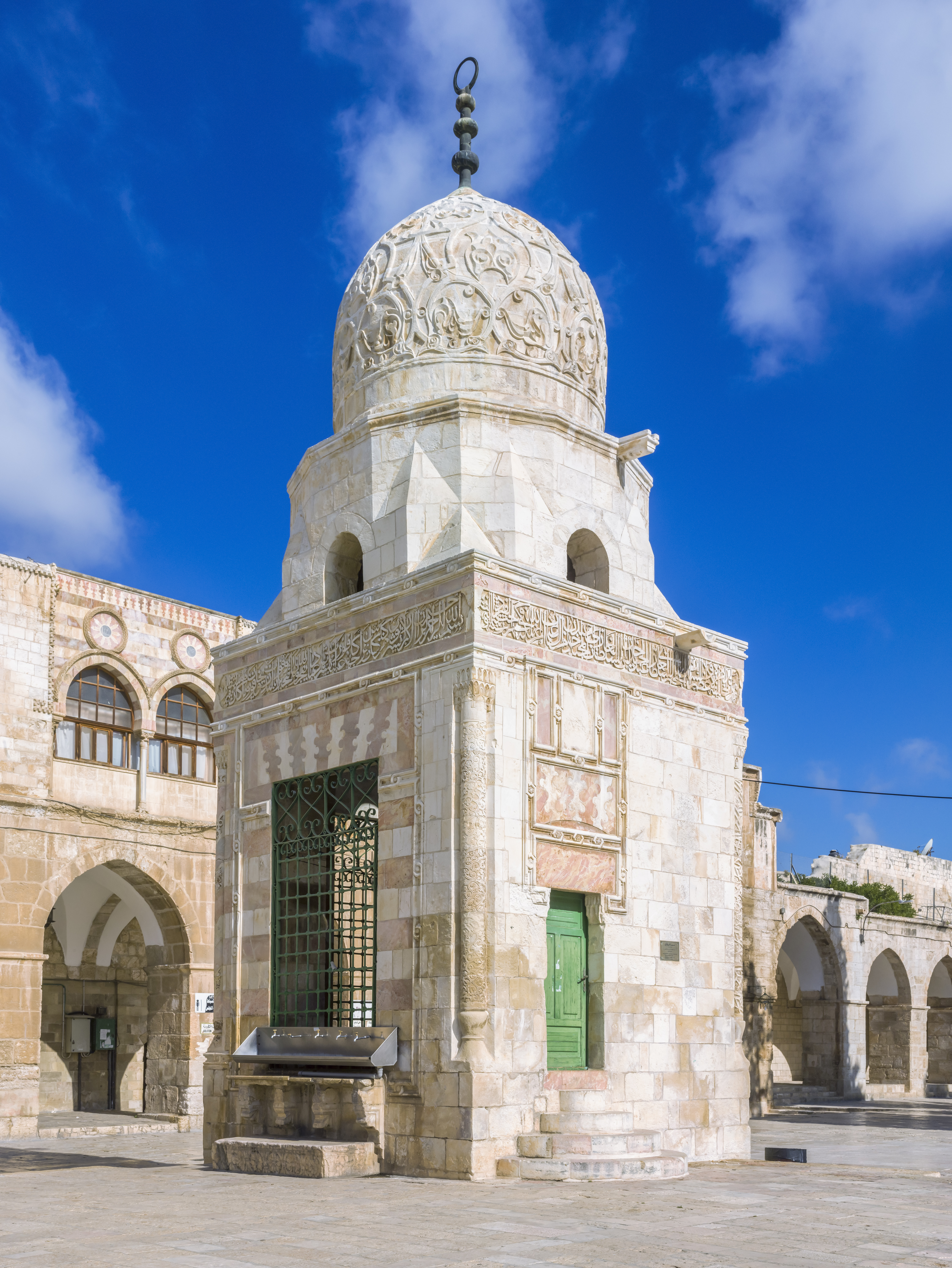
Fontein van Qayt Bay, gebruikt bij de reiniging voor het gebed (2015)
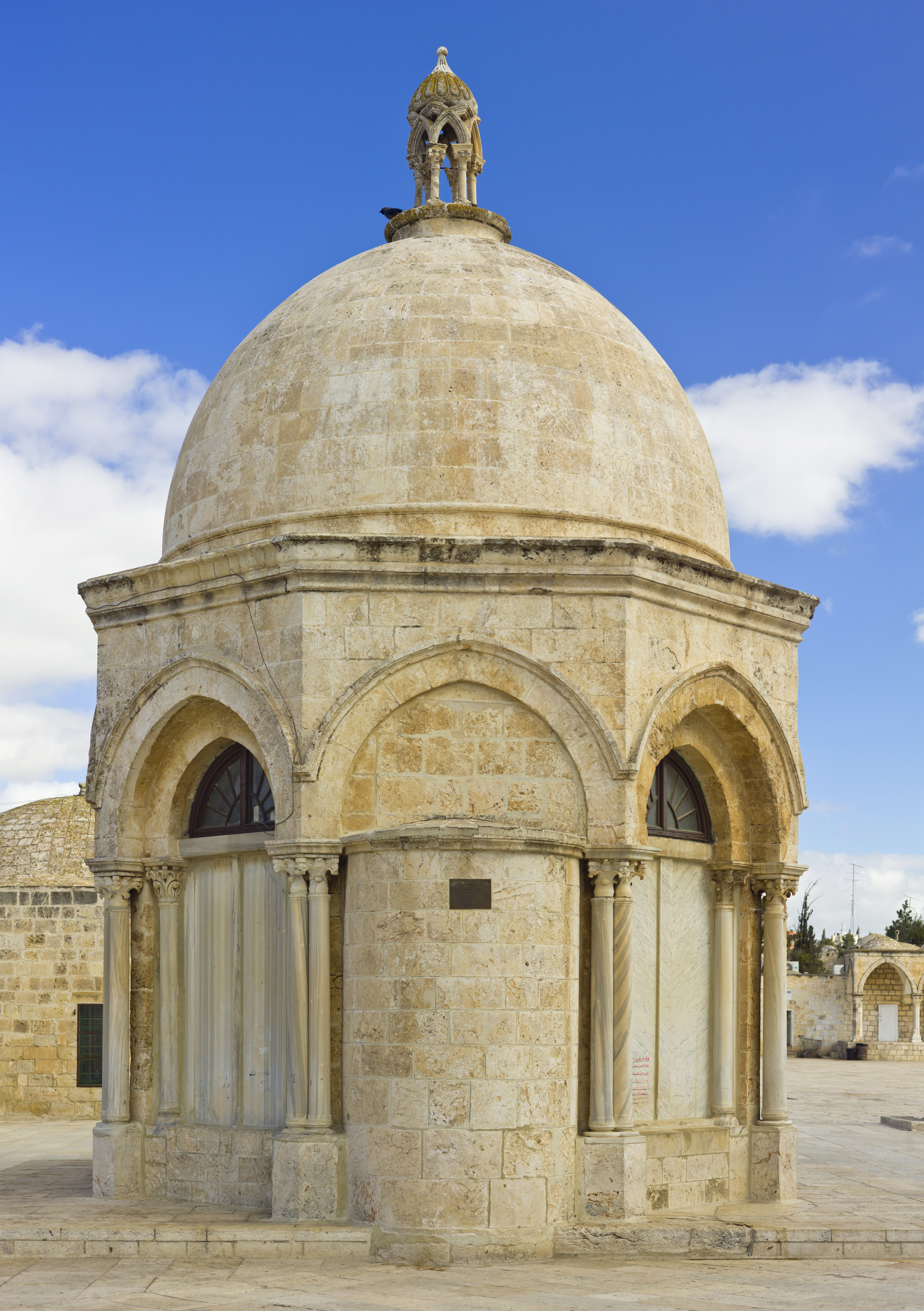
Koepel van de Hemelvaart (2013)
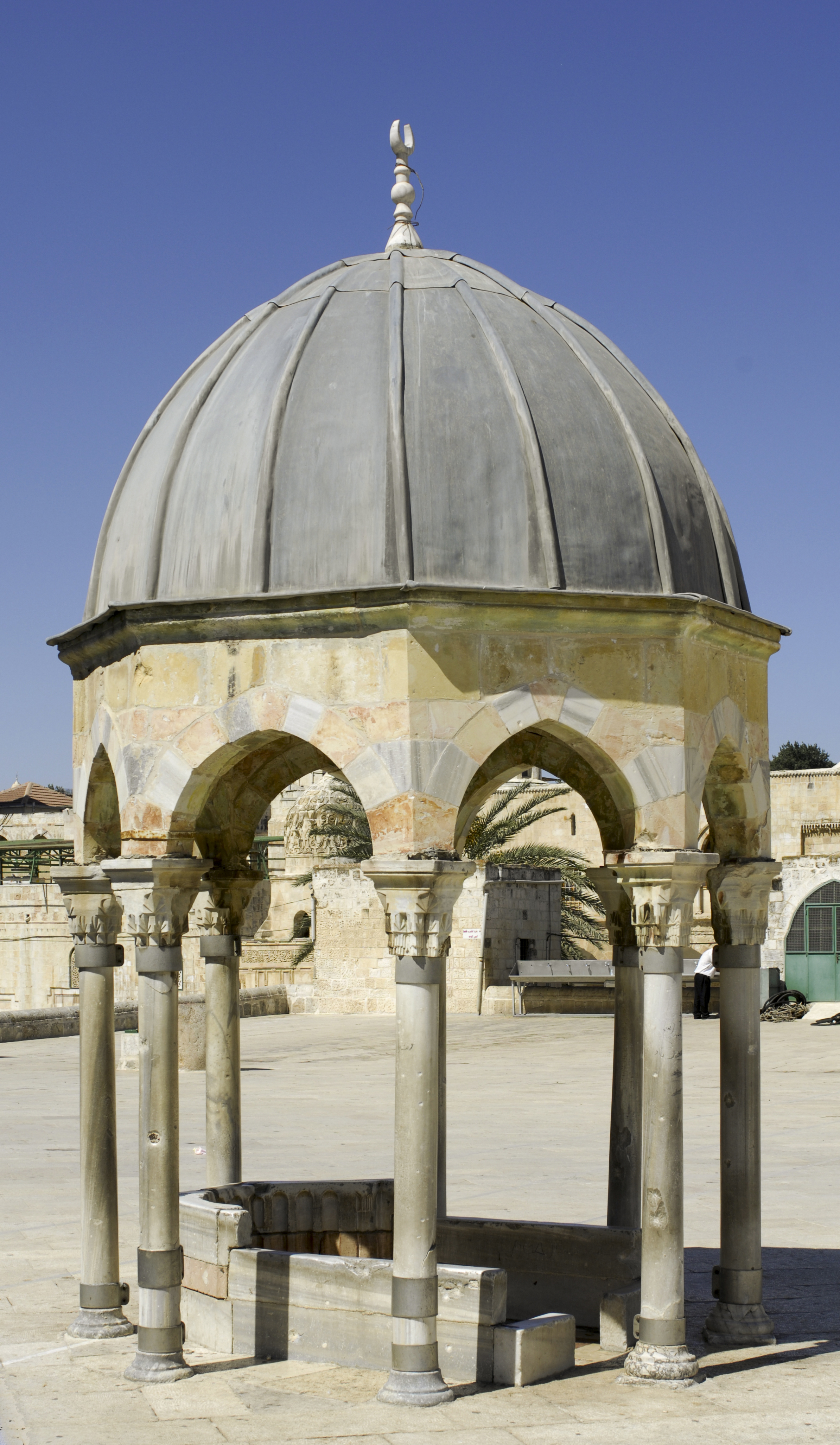
Koepel van de Profeet (2008)
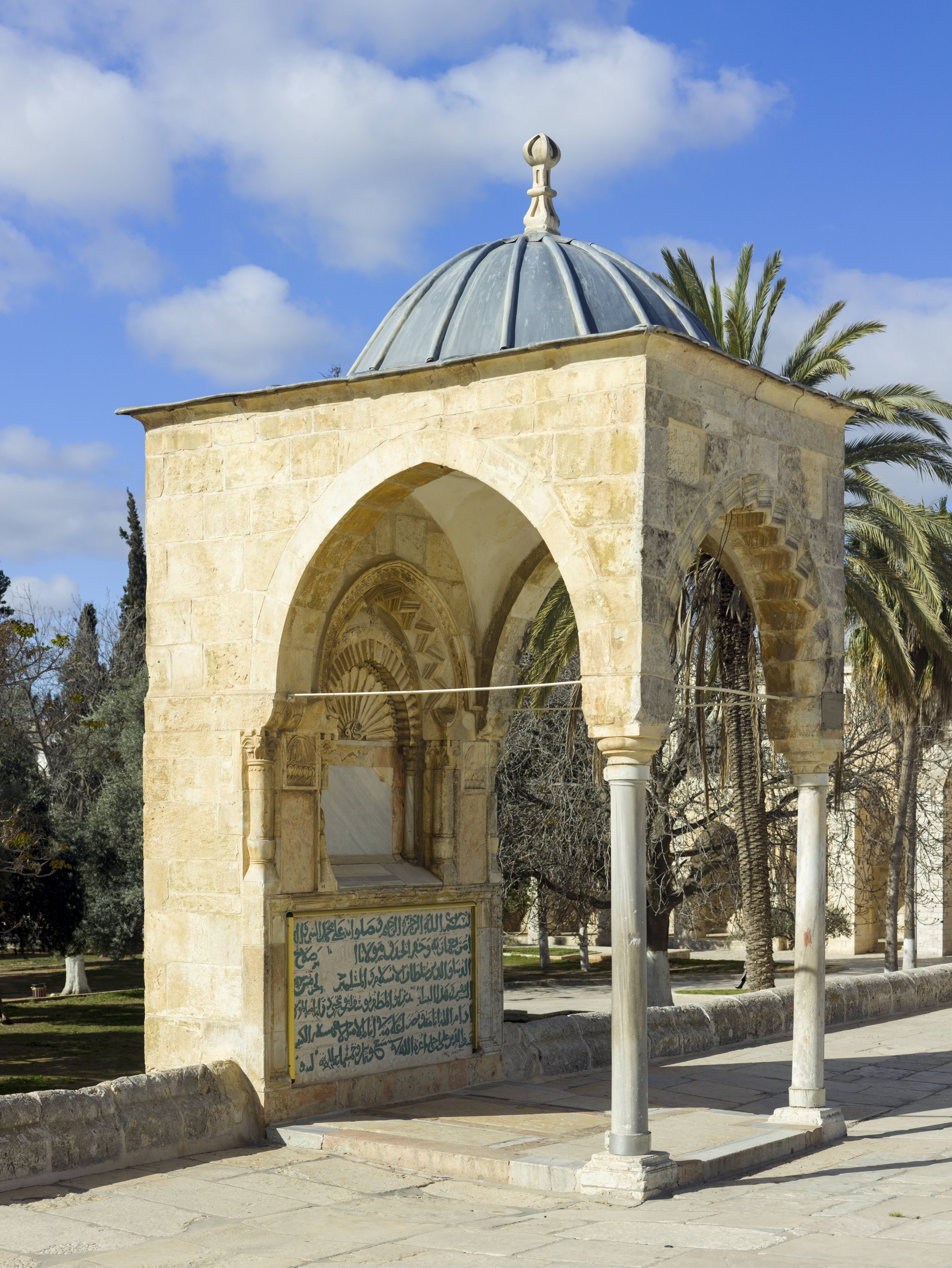
Koepel van Jozef (2013)
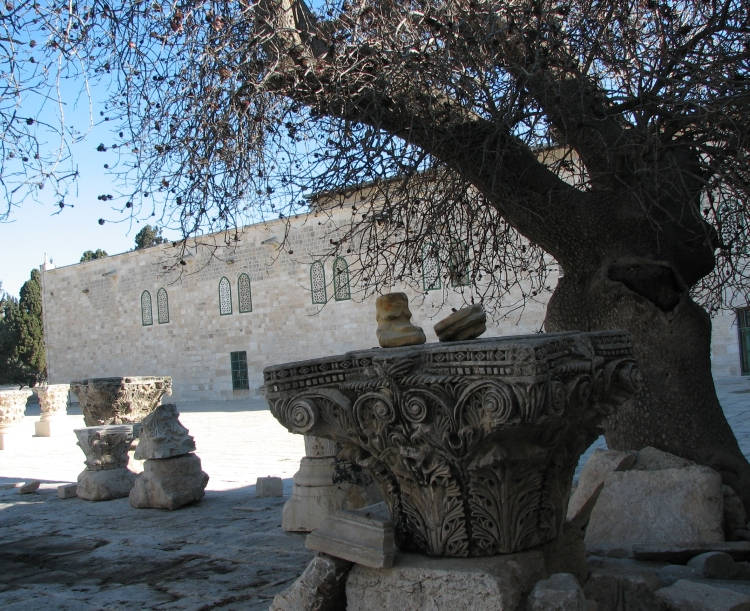
Het Islamitisch Museum (2009)